# Замок Вев
Замок Вев — замок в Бельгии.
Находится недалеко от деревни Сель, в провинции Намюр. Точная дата возникновения замка Вев неизвестна, скорее всего, это произошло не ранее IX века. Эта крепость была разрушена в 1200 году и перестроена в 1220 году. Нынешний облик приобрела после реставрации в XVIII веке. В ходе реконструкции были изменены стены внутреннего двора замка, к одной из которых была достроена замечательная фахверковая двухуровневая галерея, а другая получила фасад из красного кирпича в стиле Людовика XV.
Замок сооружен в виде неправильного пятиугольника в окружении 6 круглых башен. Северной фасад венчает небольшой купол с часами. Замок на протяжении веков принадлежит одной и той же семье.